# Santa Margarita (Kalifornia)
Santa Margarita statisztikai település az USA Kalifornia államában, San Luis Obispo megyében. Lakosainak száma 1291 fő (2020. április 1.).

## Népesség
A település népességének változása:

| 2010 | 1 259 |
| 2020 | 1 291 |